# Austin FX3
L'Austin FX3 est un black cab qui fut commercialisé au Royaume-Uni par la firme britannique Austin entre 1948 et 1958. Conçu afin de satisfaire aux rigueurs du cahier des charges édicté par la Metropolitan Police pour les taxis londoniens, il fut également employé en maintes autres villes britanniques. Cette automobile fut commandée à Austin par les négociants spécialisés Mann & Overton, puis assemblée par Carbodies, établissement sis à Coventry, sur un châssis fourni par le constructeur.

## Prototype
Le premier prototype, dénommé FX, était muni d’un propulseur à soupapes latérales de 1,8 litre, lequel se révéla inopérant pour l’usage auquel on le destinait. Le second essai, le FX2, fut doté d’un moteur à essence de même cylindrée, mais cet ensemble fut supplanté par le FX3, lequel recevait un moteur à essence OHV de 2,2 litres. Revêtu d’une carrosserie intégralement aciérée, œuvre de la firme Carbodies, le FX3 portait l’immatriculation JXN 842. Ces deux modèles — le FX2 (JXN 841) et le FX3 — furent éprouvés durant l’été 1948. Leur présentation officielle s’effectua lors du Salon de l’automobile commerciale au mois de novembre de la même année, avant que ne s’amorçât, en 1949, leur production en série.
Dans la lignée de ses devanciers, le FX3 perpétuait la tradition des taxis londoniens par une carrosserie à trois portes d’une facture classique, dotée d’un coffre à bagages à ciel ouvert en lieu et place d’un siège passager avoisinant le conducteur. Ce véhicule se distinguait par un système de freinage à tiges, des essieux rigides suspendus par des ressorts à lames, ainsi que d’un vérin hydraulique Jackall intégré. À l’instar de tous les taxis de la ville, il se caractérisait par un rayon de giration des plus resserrés, n’excédant pas 7,6 m, conformément aux prescriptions des Conditions d’aptitude. 
Le moteur à essence se révéla d’un emploi trop onéreux, si bien qu’une mutation vers un moteur diesel Standard fut préconisée par les propriétaires des taxis et omnibus de la maison Birch Brothers, établis à Kentish Town. Un propulseur Perkins de trois litres fut pareillement suggéré, et ces instances, jointes aux instances pressantes de la firme Mann & Overton, amenèrent l’Austin Motor Company à mettre au point son propre moteur diesel. Celui-ci vit le jour en 1956 et s’imposa promptement comme l’option la plus prisée pour le FX3. La transmission manuelle dudit FX3 comportait quatre rapports en avant, outre une marche arrière, munie d’une synchronisation sur tous les régimes, hormis le premier. Entre les années 1957 et 1958, une série expérimentale de véhicules dotés d’une transmission automatique sont créés, dont seulement deux exemplaires sont, à ce jour, réputés avoir subsisté.
Hors de Londres, les opérateurs de taxi des grandes villes britanniques — telles Manchester, Birmingham, Glasgow et Liverpool — utilisaient des FX3, soit acquis neufs, soit réformés du service londonien. Il est attesté que des exemplaires à quatre portes circulaient à Manchester, où, comme en toute autre contrée du Royaume-Uni en dehors de la capitale, des règlements distincts en matière de licences prévalaient. Quelques FX3 furent exportés jusque Madrid, en Espagne, où ils rencontrèrent bonne fortune. En revanche, les essais de les écouler aux États-Unis demeurèrent vains.

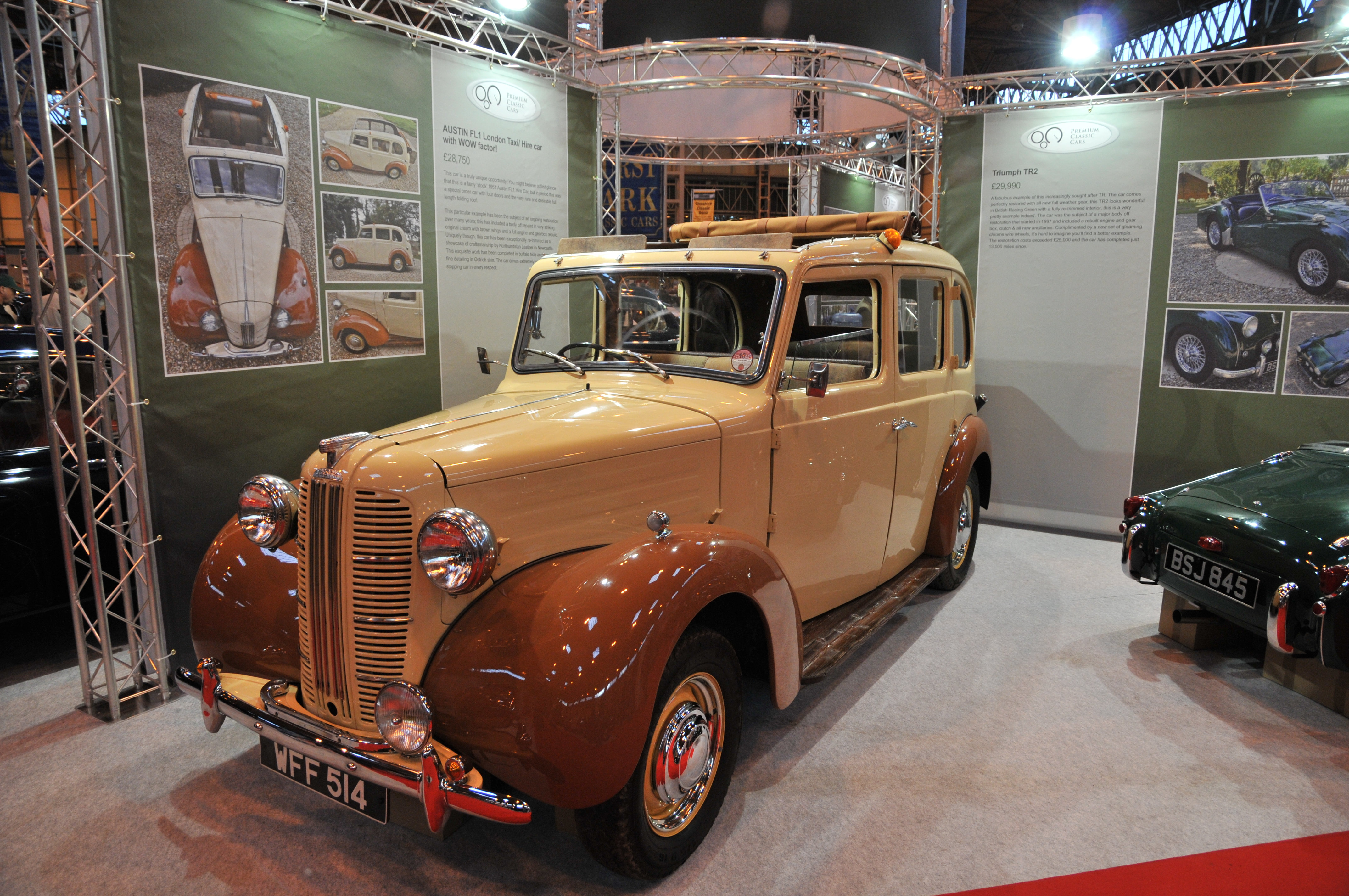
Carrosserie de voiture de location standard d'Austin FL1

Une variante dénommée FL1 fut également produite, dotée de quatre portes franches, d’une banquette avant, d’un levier de vitesses placé au volant ainsi que d’une poignée de frein à main de type parapluie. Les deux sièges d’appoint, quant à eux, étaient orientés vers l’avant. Un châssis-cabine driveaway fut pareillement mis à disposition des carrossiers indépendants. Parmi les carrosseries réalisées, figuraient plusieurs woodies (freins de chasse), ainsi que des fourgons affectés à la livraison des trois grands quotidiens londoniens du soir : The Star, The News et The Standard. En outre, nombre de corbillards furent montés sur des châssis FL1 par des ateliers renommés tels que Simpson et Slater, Alpe et Saunders, Arthur Mulliner et Woodall Nicholson. Toutefois, la carrosserie la plus singulière échue à un châssis FX3 demeure, sans conteste, celle commanditée par l’arménien Nubar Gulbenkian, magnat des pétroles. Réalisée par le carrossier londonien FLM Panelcraft, il s’agissait d’une voiture de ville à ciel ouvert, ornée de lanternes d’automobile et de décors en osier sur les flancs de la caisse. La propulsion était assurée par un moteur Ford à six cylindres. 
Le FX3 constituait un modèle fort prisé en son temps. Sur une production totale cumulant 12 435 exemplaires des séries FX3 et FL1, il advint que 7 267 de ces véhicules fussent immatriculés dans l’enceinte de Londres entre l’an 1948 et le terme de leur fabrication, survenu en 1958.
La FX3 fut relayée en 1958 par l’Austin FX4, bien qu’elle continuât d’être employée à Londres jusqu’en 1968. Force exemplaires subsistèrent plus longtemps encore en maintes contrées éloignées de la métropole. Le FX4, à son tour, vit sa production s’éteindre en 1997, avant que ne lui succédât la série TX.
L’Austin FX3 demeure très prisée des collectionneurs et des amateurs éclairés de transports londoniens d’antan. Plusieurs exemplaires de ce véhicule furent convoyés outre-Atlantique, à destination des États-Unis, ainsi qu’en Europe continentale, où ils suscitent l’intérêt des curieux, des mécanophiles, ou sont employés comme emblèmes publicitaires. 
Carbodies, fut intégrée à LTI (London Taxis International) avant que, dès l’an 2010, elle ne fût désignée sous l’appellation de The London Taxi Company. À présent, cette entité se nomme LEVC et relève du giron du groupe Geely.

### Autres sources
- Archives du Public Carriage Office
- Documents privés de la famille Overton
- Loi de 1847 sur les clauses de police municipale
- Brochure Austin FX3
- Archives privées de la famille Birch
- Une histoire illustrée du corbillard britannique Dean Reader
- Chiffres de production de la Société des constructeurs et négociants automobiles
- Records de ventes de Mann & Overton
- Histoire des taxis – London Vintage Taxi Association
- L'histoire de LTI